# Triepeolus cuneatus
Triepeolus cuneatus är en biart som beskrevs av Cockerell 1917. Triepeolus cuneatus ingår i släktet Triepeolus och familjen långtungebin. Inga underarter finns listade i Catalogue of Life.